# Relaciones Polonia-Venezuela
Las relaciones Polonia-Venezuela se refieren a las relaciones internacionales que existen entre la República de Polonia y la República Bolivariana de Venezuela. Ambas naciones son miembros de las Naciones Unidas.

## Historia
En la década de 1630 se propusieron ideas entre el duque Jacob Kettler y el rey de la República de las Dos Naciones, Juan II Casimiro para la colonización polaca de Venezuela. Los barcos polacos habían explorado asentamientos en el Caribe e intentaron en cuatro ocasiones establecer una colonia en la cercana isla de Tobago, sin embargo, el intento de una colonia fracasó y todos los planes para establecer una colonia en Venezuela fracasaron. En 1787, el rey polaco Estanislao II Poniatowski recibió al futuro líder militar y revolucionario venezolano, Francisco de Miranda durante unos días en Kániv (en la actual Ucrania) mientras Miranda viajaba por Europa. Durante la Guerra de Independencia de Venezuela, varios oficiales polacos sirvieron y lucharon por la independencia de Venezuela contra las tropas españolas. Un oficial polaco, Izydor Borowski, luchó por la independencia de Venezuela y ascendido al rango de General por Simón Bolívar. Poco después de que Venezuela obtuviera la independencia, un pequeño número de polacos emigraron a Venezuela, muchos de ellos científicos, clérigos, arquitectos e ingenieros.
Polonia volvió a obtener su independencia en 1918, después de la Primera Guerra Mundial. Ese mismo año, el Jefe de Estado polaco Józef Piłsudski informó a todas las naciones independientes de la recién independencia de Polonia. En 1933 Polonia y Venezuela establecieron oficialmente relaciones diplomáticas. Inicialmente, Polonia acreditó un embajador ante Venezuela de su legación diplomática en la Ciudad de México, México de 1933 a 1942 y luego de Bogotá, Colombia de 1942 a 1944. Al mismo tiempo, Venezuela acreditó a su embajador en Berlín, Alemania ante Polonia. Durante la Segunda Guerra Mundial, ambas naciones formaron parte de los Aliados, sin embargo, Venezuela no participó militarmente en la guerra y el gobierno venezolano mantuvo relaciones diplomáticas con el Gobierno de Polonia en el exilio residente en Londres. Poco después del final de la guerra, el gobierno venezolano estableció relaciones con el Gobierno Provisional de Unidad Nacional polaco en 1945.
Entre 1947 y 1949 llegaron a Venezuela aproximadamente 4000 polacos, muchos eran de campos de refugiados en Alemania y una gran cantidad de ex soldados de las Fuerzas Armadas de Polonia. En 1948, se estableció en Caracas la primera organización polaca, la Unión de Polacos en Venezuela. En 1952, Venezuela suspendió las relaciones diplomáticas con Polonia cuando el gobierno polaco declaró un sistema comunista en el país. Las relaciones se restablecieron en 1960. En 1980, como jefe del sindicato polaco (Solidaridad), Lech Wałęsa realizó una visita a Venezuela. En 1989, Lech Wałęsa realizó una segunda visita a Venezuela donde el presidente Carlos Andrés Pérez le otorgó la Orden Francisco de Miranda.
En junio de 2000, una Delegación de Venezuela realizó una visita oficial a Polonia y se reunió con parlamentarios polacos y un Senador para conferencias bilaterales sobre las relaciones entre ambas naciones. En 2003, una delegación polaca realizó una visita a Venezuela. En enero de 2013, durante la primera Cumbre entre la Comunidad de Estados Latinoamericanos y Caribeños y la Unión Europea celebrada en Santiago, Chile; los Ministros de Relaciones Exteriores, Elías Jaua y Radosław Sikorski se reunieron y firmaron varios acuerdos de cooperación bilateral.
Durante la crisis presidencial en Venezuela, Polonia reconoció oficialmente a Juan Guaidó como presidente interino de Venezuela en febrero de 2019.

## Relaciones bilaterales
Ambas naciones han firmado varios acuerdos bilaterales, como un Acuerdo de Cooperación Cultural (1973); Acuerdo de Cooperación Científica y Técnica (1988); Acuerdo para la Supresión de Visas para Portadores de Pasaportes Diplomáticos y de Servicio (1996) y un Acuerdo de Cooperación Económica, Energética, de Infraestructura, Agrícola, Turística y Ambiental (2013).

## Comercio

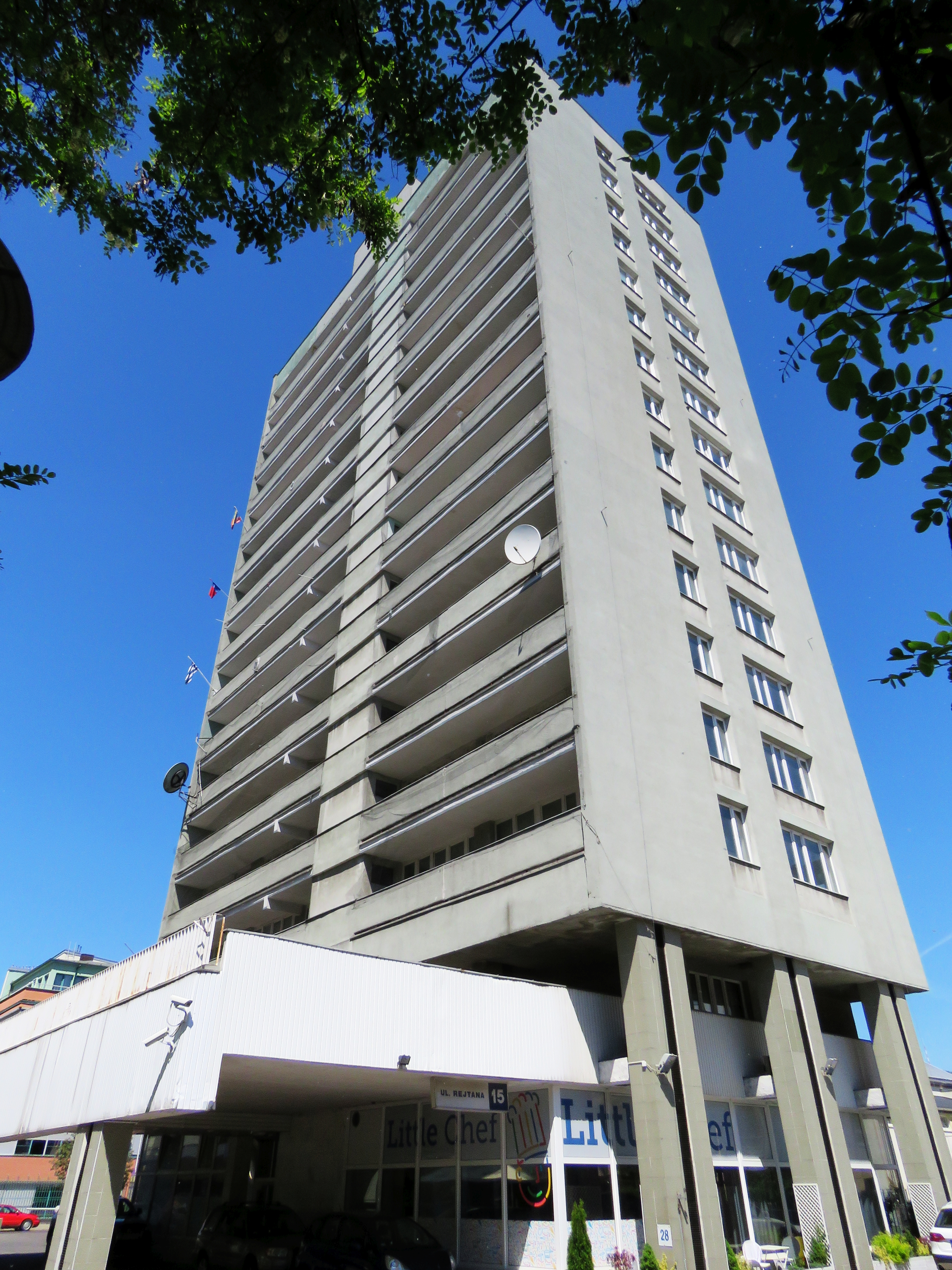
Edificio alojando a la Embajada de Venezuela en Varsovia

En 2017, el comercio entre Polonia y Venezuela totalizó US$40,4 millones. Las principales exportaciones de Polonia a Venezuela incluyen: equipos electrónicos, equipos de acero, muebles y alimentos (queso y leche en polvo). Las principales exportaciones de Venezuela a Polonia incluyen: materias primas, aluminio y productos químicos. A lo largo de los años, el gobierno venezolano ha comprado varios aviones Skytruck de Polonia para el Ejército de Venezuela.

## Misiones diplomáticas residentes
- Polonia tiene una embajada en Caracas.[5]
- Venezuela tiene una embajada en Varsovia.[6]